# Дол при Храстовлях
Дол при Храстовлях (на словенски: Dol pri Hrastovljah) е село в Словения, Обално-крашки регион, община Копер. Според Националната статистическа служба на Република Словения през 2002 г. селото има 104 жители.